# Río Guambo
Der Río Guambo ist der 36 km lange linke Quellfluss des Río Huayabamba im zentralen Norden Perus. Er fließt anfangs durch die Provinz Rodríguez de Mendoza (Region Amazonas), später durch die Provinz Mariscal Cáceres (Region San Martín).

## Flusslauf
Der Río Guambo entsteht am Zusammenfluss von Río San Antonio und Río Jebil 2,5 km südöstlich der Ortschaft Omia auf einer Höhe von etwa 1320 m. Beide Quellflüsse entspringen weiter nördlich an der Westflanke der Cordillera Pishcohuanuna. Der Río Guambo fließt in überwiegend südsüdöstlicher Richtung durch eine hügelige Beckenlandschaft in den östlichen Ausläufern der peruanischen Zentralkordillere. Der Río Guambo bildet anfangs die Grenze der beiden Distrikte Milpuc im Westen und Chirimoto im Osten. Bei Flusskilometer 29 trifft der Río Shocol von Westen kommend auf den Río Guambo. Auf den folgenden vier Kilometern durchquert der Río Guambo den Distrikt Chirimoto, passiert die Ortschaft Zarumilla und erreicht den Distrikt Huicungo in der Region San Martín. Der Río Guambo trifft schließlich auf einer Höhe von etwa 800 m den von Süden kommenden Río Verde und vereinigt sich mit diesem zum Río Huayabamba. 

## Einzugsgebiet
Das Einzugsgebiet des Río Guambo umfasst eine Fläche von etwa 1880 km². Das Gebiet erstreckt sich über einen Großteil der Provinz Rodríguez de Mendoza. Im Nordwesten gehört ein Randbereich zur Provinz Chachapoyas, im Südosten ein Randbereich zur Provinz Mariscal Cáceres. Das Einzugsgebiet besteht nur zum Teil aus bewaldeten Flächen. Das Relief weist Erhebungen bis zu 2600 m auf. Das Einzugsgebiet grenzt im Westen und im Norden an das Río Utcubamba, im Osten an das des Río Tonchima, eines Zuflusses des Río Mayo.

## Quellflüsse
Der Río Jebil, im Oberlauf Río Huamanpata, ist der 48 km lange linke Quellfluss des Río Guambo. Er hat seinen Ursprung im Norden des Distrikts Mariscal Benavides (Provinz Rodríguez de Mendoza) an der Westflanke der Cordillera Pishcohuanuna auf einer Höhe von etwa 3350 m . Der Río Jebil fließt anfangs 7 km in Richtung Südsüdwest, anschließend 8 km nach Süden und schließlich mehr als 20 km in südsüdöstlicher Richtung. Bei Flusskilometer 22 liegt auf einer Höhe von etwa 2100 m die Laguna Huamanpata am Flusslauf. Diese ist ein 324 ha großer natürlicher, periodischer See, der nur während der Regensaison zwischen Februar und September mit Wasser gefüllt ist. Auf den unteren 10 Kilometern wendet sich der Río Jebil nach Süden und trifft schließlich auf den Río San Antonio.
Der Río San Antonio, im Oberlauf Río Sumichaca, ist der 64 km lange rechte Quellfluss des Río Guambo. Er hat seinen Ursprung im Nordosten des Distrikts Molinopampa (Provinz Chachapoyas) an der Westflanke der Cordillera Pishcohuanuna. Der 3420 m hoch gelegene See Laguna Negra  bildet den Ursprung des Flusses.   Der Río San Antonio fließt anfangs 16 km nach Südwesten. Anschließend wendet er sich 14 km in Richtung Südsüdost. Auf den folgenden vier Kilometern durchschneidet er einen Höhenrücken in südlicher Richtung und erreicht eine Beckenlandschaft. Auf den unteren 28 Kilometern durchfließt er diese in östlicher, später in ostsüdöstlicher Richtung. Bei Flusskilometer 22 trifft die Quebrada Riogrande von Westen kommend auf den Fluss. Bei Flusskilometer 20 befindet sich die Provinzhauptstadt Mendoza am nördlichen Flussufer. Bei Flusskilometer 4 passiert der Río San Antonio die Ortschaft Omia und trifft schließlich auf den von Norden kommenden Río Jebil.